# معسكر اعتقال جوسين
جوسين محتشد فرعي من معسكر اعتقال ماوتهاوزن. تمت إدارته وتشغيله على يد شوتزشتافل بين قريتي سانكت جورجين ان دير جوءين وLangestein في أوستمارك (حاليا حي بيرغ، النمسا العليا). ضم في المقام الأول السجناء البولنديين، كان هناك أيضًا أعداد كبيرة من الجمهوريين الإسبان، والمواطنين السوفييت، والإيطاليين. في البداية، عمل السجناء في المحاجر المجاورة، لإنتاج الجرانيت الذي تم بيعه من قبل شركة ديست.
كانت الظروف أسوأ مما كانت عليه في معسكر ماوتهاوزن الرئيسي بسبب ان المخيم كان يهدف إلى الإبادة من خلال العمل. كان العمر المتوقع للسجناء قصيرًا مثل ستة أشهر، وتوفي هناك ما لا يقل عن 35000 شخص بسبب العمل الإجباري والمجاعة والإعدام الجماعي. من عام 1943، كان المخيم مركزًا مهمًا لإنتاج الأسلحة لميسرشميت وستاير-ديملر-بوخ. من أجل توسيع إنتاج الأسلحة، تم إعادة تصميم المخيم جوسين I، وتم بناء معسكرات إضافية، جوسينII وجوسين III. أُجبر السجناء على بناء مصانع ضخمة تحت الأرض مخصصة لإنتاج طائرات مقاتلة من طراز مسرشميت مي 262. تم إنتاج ما يقرب من ألف جسم طائرة هناك بنهاية الحرب.
تم تحرير المعسكر من قبل الفرقة المدرعة 11 للولايات المتحدة في وقت مبكر من صباح 5 مايو 1945. خلال فوضى التحرير، قتل عدد من الكابو السابق. بعد الحرب، حوكم بعض أفراد قوات الأمن الخاصة والكابو على جرائمهم، على الرغم من أن معظمهم أطلق سراحهم دون عقاب. أعيد تطوير الموقع ليصبح قرية مملوكة للقطاع الخاص، على الرغم من وجود متحف صغير تديره الحكومة النمساوية.

## خلفية
```
بعد الحرب العالمية الأولى، تم تفكيك 
الإمبراطورية النمساوية المجرية
. أراد معظم النمساويين اتحادًا مع ألمانيا، لكن منتصري الحلفاء منعوا إجراء 
استفتاء
 وأجبروا الدولة الجديدة على تغيير اسمها من «
جمهورية ألمانيا النمساوية
» إلى «جمهورية النمسا». 
[
1
]
 في 13 مارس 1938، تم ضم النمسا من قبل ألمانيا النازية في 
آنشلوس
؛ استقبلت الحشود المتحمسة القوات الألمانية. مباشرة بعد ذلك، بدأ عهد الرعب ضد المناهضين للنازيين واليهود والنمساويين الذين اعتقدوا أنهم يهود. أنشأ 
الغيستابو
 مكتبًا في فيينا بعد ذلك بيومين. 
[
1
]
 تم اعتقال المئات وترحيلهم إلى 
محتشد اعتقال داكاو
. 
[
1
]
```

تم اختيار موقع معسكر اعتقال ماوتهاوزن في مايو 1938 من قبل وفد الإس إس ضم ثيودور إيكي وأوزوالد بول. جنبا إلى جنب مع معسكر اعتقال فلوسنبرج، كان الغرض منه هو محجر الجرانيت للمشاريع المعمارية النازية. تم اختيار الموقع للمحاجر حول قريتي ماوتهاوزن وSankt Georgen an der Gusen، المستأجرة من قبل شركة ديست. يقع معسكر الاعتقال على 20 كيلومتر (12 ميل) من لينز، تأسس رسميا في أغسطس. بحلول نهاية الشهر المقبل، كان السجناء من داكاو قد أنهوا ثكنات السجناء وأفراد الإس إس.    كان المحجر بالقرب من جوسين على أرض مستأجرة وتم شراؤها لاحقًا من شركة Poschacher [poschacher natursteinwerke].   من المحتمل أن القوات الخاصة كانت تخطط بالفعل لبناء معسكر اعتقال لأن صفقة محجر جوسين تم في مايو 1938، قبل صفقة محجر ماوتهاوزن.  

## قيادة الإس إس
| 1940  | 1941  | 1942 | 1943  | 1944  | حتى أبريل 1945 |
| ----- | ----- | ---- | ----- | ----- | -------------- |
| 1,522 | 5,570 | 3890 | 5,116 | 4,004 | 7,740          |